# Muzeum niewinności
Muzeum niewinności (tur. Masumiyet Müzesi) – powieść tureckiego pisarza Orhana Pamuka wydana w 2008 roku, a zarazem muzeum otwarte w 2012 roku w Stambule.

## Treść
Akcja powieści rozpoczyna się w 1975 roku. Tłem wydarzeń i zarazem jednym z bohaterów powieści jest Stambuł. Trzydziestoletni Kemal szykujący się do zaręczyn z Sibel spotyka osiemnastoletnią Füsun, swoją daleką krewną. Zafascynowany niewinnością dziewczyny nie wyobraża sobie życia bez niej. Kochankowie potajemnie spotykają się w kamienicy Zmiłowanie i odkrywają smak grzechu i miłości. Po zaręczynach Kemala Füsun znika, a ten zaczyna gromadzić pamiątki po niej tworząc Muzeum Niewinności.

## Polskie wydanie
Powieść przetłumaczoną przez Annę Akbike-Sulimowicz wydało w 2010 roku Wydawnictwo Literackie.

## Muzeum Niewinności w Stambule
Zbierając materiały do książki Pamuk odwiedzał antykwariaty i pchle targi i zbierał eksponaty z drugiej połowy XX wieku, których mogliby używać bohaterowie przygotowywanej powieści. Po pewnym czasie zebrało się ich zbyt dużo, dlatego w 1999 roku kupił kamienicę, dokąd je przeniósł. Po adaptacji kamienicy, która pochłonęła prawie 1,5 mln dolarów, czyli kwotę odpowiadającą wartości czeku dołączonego do Nagrody Nobla, w 2012 roku zostało tam otwarte Muzeum Niewinności. Jest ono realną wersją muzeum opisanego w powieści Pamuka. Autor powieści opisywał w niej zgromadzone przez siebie eksponaty. Muzeum znajduje się w Stambule na rogu ulicy Çukurcuma i Dalgıç Çıkmazı, pod numerem drugim. W 2016 roku o muzeum tworzonym przez Pamuka powstał film dokumentalny w reżyserii Granta Gee.
Na 728 stronie (w polskiej wersji) powieści Muzeum Niewinności znajduje się bilet do muzem. Upoważnia on po okazaniu w kasie do darmowego wstępu.